# Cova d’en Genís

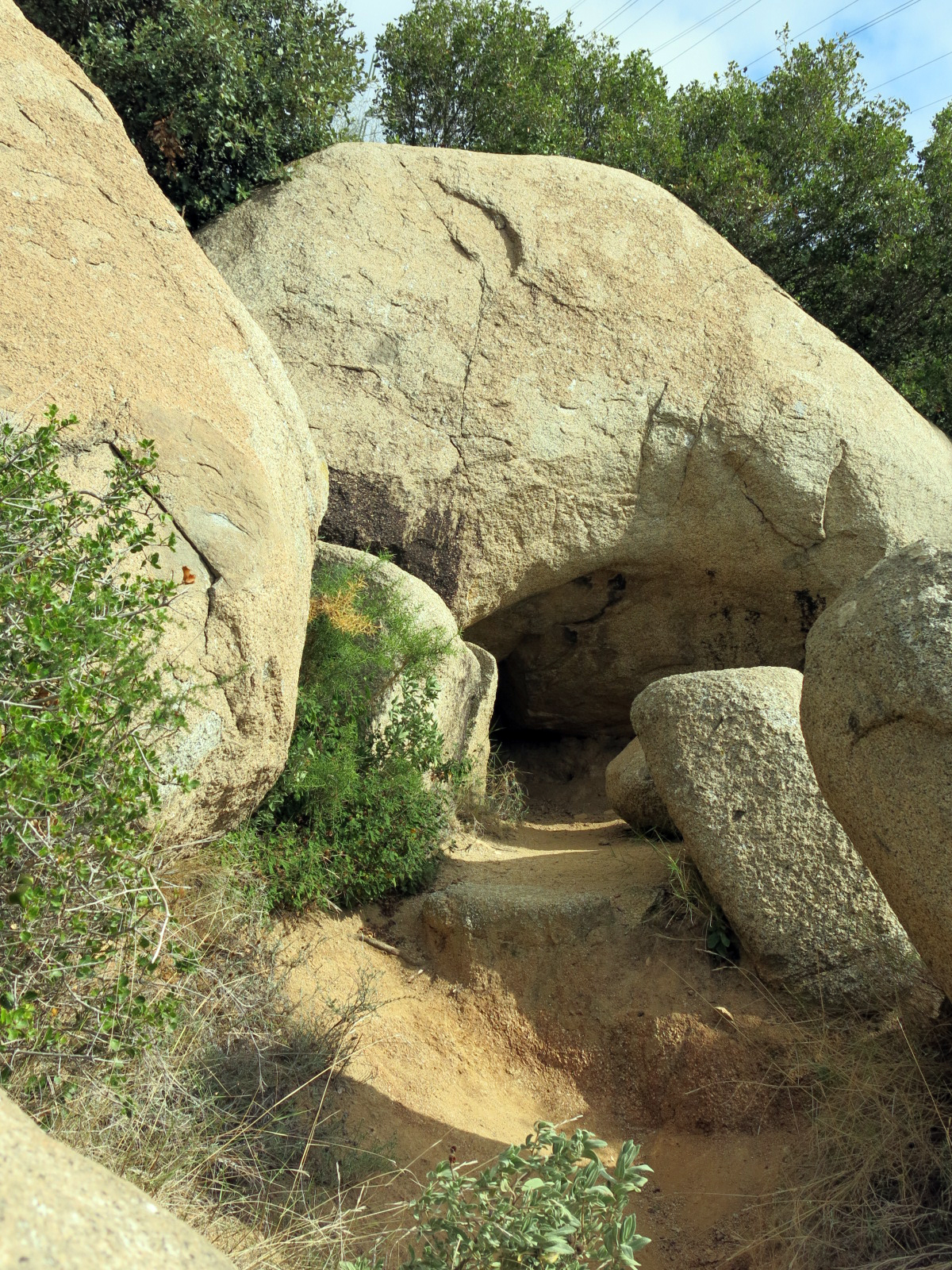
Cova d’en Genís

Die Cova d’en Genís, bzw. Cau d’en Genís ist ein Paradolmen, der etwa 500 m östlich des Puig Castellar, bei Santa Coloma de Gramenet in Katalonien in Spanien liegt.

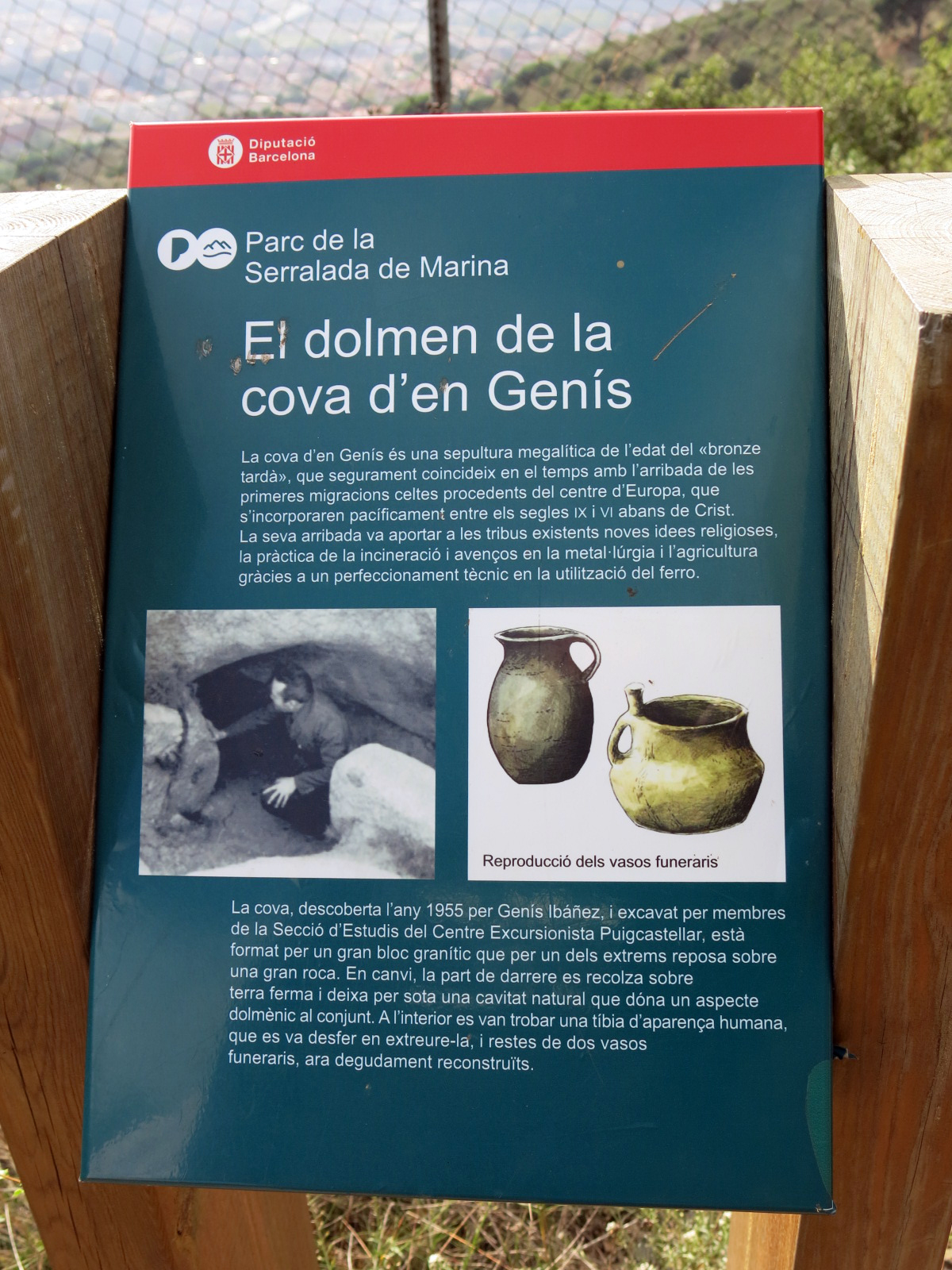
Cova d’en Genís – Erklärungstafel

Die Felsformation, die einen Hohlraum bildet, wurde ursprünglich als Megalithanlage beschrieben, wird aber heute als natürliche Struktur bzw. als Pseudodolmen angesehen. Beim Pseudo- oder Para-Dolmen handelt es sich um ein natürliches, zufällig entstandenes, an einen Dolmen erinnerndes Gebilde aus Steinblöcken, wie es aus verschiedenen Regionen bekannt ist (Dolmen von Chevresse, Dolmen von Solwaster, Pierre au Rey, Schnellert und Sparossino).
Offenbar hat die dolmenartige Form die Menschen dazu angeregt den Ort zu nutzen. Die Ausgrabung ergab, dass der Platz im Neolithikum und in der Bronzezeit für Bestattungen genutzt wurde. Die Überreste zweier Knochen und zweier Keramikgefäße, von denen das eine aus der Jungsteinzeit stammt und das andere typisch für die Bronzezeit (zwischen 1500 und 1100 v. Chr.) ist, wurden 1955 von Genís Ibáñez gefunden, nach dem der Ort benannt wurde.
Paradolmen sind aus verschiedenen Regionen bekannt: Dolmen von Busnela, Dolmen von Chevresse, Dolmen von Solwaster, Pierre au Rey, La Table des Géants in Reinhardsmunster und L’autel des Druides in Pfaffenheim (beide im Département Haut-Rhin) und Sparossino in Ligurien.